# S/y Bumerang
Bumerang – polski jednomasztowy jacht żaglowy klasy Draco. Jacht został zbudowany dla Jerzego Siudego na Regaty o Puchar Admiralicji (Admiral's Cup).

## Historia
Jacht Bumerang został zbudowany w 1977 roku w Szczecińskiej Stoczni Jachtowej imienia Leonida Teligi. Został zbudowany jako jednostka na regaty Admiral's Cup. W 1977 i 1978 roku kapitan jachtu Jerzy Siudy zdobył na Bumerangu tytuł Mistrza Polski. Jacht był własnością klubu KS Stal Stocznia.
Po zbudowaniu jachtu Cetus kapitanem Bumeranga został kpt. Henryk Rokicki.

## Sukcesy
| Rok  | Nazwa                         | wynik                        |
| ---- | ----------------------------- | ---------------------------- |
| 1977 | Mistrzostwo Polski            | Mistrz Polski                |
| 1977 | Admiral's Cup                 | 17. miejsce drużynowo(na 19) |
| 1977 | Błękitna Wstęga Jeziora Dąbie | Zwycięstwo                   |
| 1978 | Mistrzostwo Polski            | Mistrz Polski                |